# Freycinetia
Freycinetia ist eine Pflanzengattung in der Familie der Schraubenbaumgewächse (Pandanaceae).

## Beschreibung

### Erscheinungsbild und Laubblätter
Freycinetia-Arten wachsen meist als Lianen, selten als ausdauernde krautige Pflanzen. Sie besitzen meist lange, klimmende oder kletternde Sprossachsen und bilden Luftwurzeln.
Die Laubblätter stehen spiralig bis zweizeilig mehr oder weniger dicht zusammen. Die einfachen Blattspreiten sind relativ lang und lineal oder lanzettlich. Es sind deutliche Blattscheiden vorhanden, die häutige mehr oder weniger schnell verwelkende Ränder aufweisen.

### Blüten- und Fruchtstände, Blüten, Früchte und Samen
Freycinetia-Arten sind meist zweihäusig (diözisch); einige australische Arten sind auch einhäusig (monözisch) getrenntgeschlechtig. Es werden meist end- oder seitenständig kurze, doldige oder traubige Gesamtblütenstände gebildet, die einzelne oder meist zwei bis fünf auf Blütenstandsschäften stehende, einfache, kolbenförmige Teilblütenstände (Spadix) enthalten. Der Gesamtblütenstand enthält in drei Reihen zusammenstehende grüne oder auffällig gefärbte Hochblätter (Spatha), die anfangs die Teilblütenstände umhüllen und dann langsam verwelken.
Die Blüten sind meist eingeschlechtig und selten zwittrig (beispielsweise Freycinetia reineckei). Es sind keine Blütenhüllblätter vorhanden. Die Staubblätter stehen auf der Rhachis dicht zusammen. Die Fruchtknoten stehen auf der Rhachis dicht zusammen und sind oft von winzigen Staminodien umgeben. Die einkammerigen Fruchtknoten enthalten viele Samenanlagen. In jeder weiblichen oder zwittrigen Blüte sind zwei oder mehr Narben vorhanden.
In den kolbenförmigen Fruchtständen (manchmal als Fruchtverbände bezeichnet) stehen viele Beeren zusammen. Die Beeren enthalten viele Samen. Das Endosperm ist stärkehaltig.

## Systematik und Verbreitung
Die Gattung Freycinetia wurde 1824 durch Charles Gaudichaud-Beaupré in Annales des Sciences Naturelles (Paris), Band 3, Seite 509 aufgestellt. Der Gattungsname Freycinetia ehrt, den französischen Marineoffizier und Geologen Louis Claude de Saulces de Freycinet (1779–1842). Als Lectotypusart wurde 1967 Freycinetia arborea Gaudich. durch Benjamin Clemens Stone in Gardens’ Bulletin. Straits Settlements. Singapore, Band 22, Seite 129 festgelegt. Synonyme für Freycinetia Gaudich. sind Jezabel Banks ex Salisb. und Victoriperrea Hombr. & Jacquinot ex Decne.
Es wurde 1867 für einige Zeit auch eine eigene Unterfamilie Freycinetioideae Kurz, Journal of Botany, British and Foreign. London, Band 5, Seite 94 (Freycinetieae) und 1868 sogar eine eigene Familie Freycinetiaceae Brongn. ex Le Maout & Decne., Traité Général Bot., Seite 624 aufgestellt. Heute wird die Gattung Freycinetia der Familie der Pandanaceae zugeordnet.
Freycinetia-Arten kommen von Sri Lanka bis Südostasien, in Australien, Neuseeland und auf pazifischen Inseln vor. Die meisten Arten gibt es in Neuguinea.

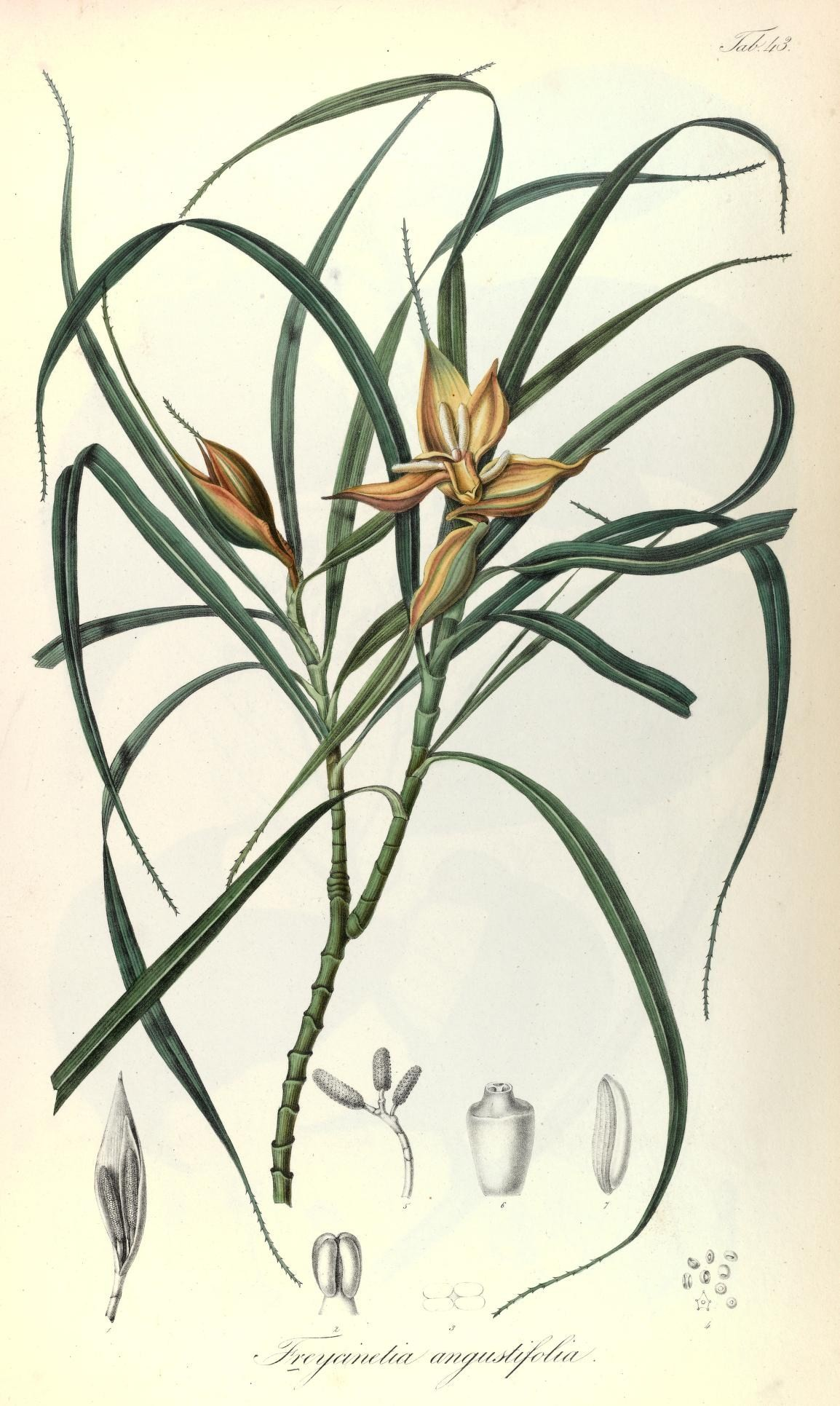
Illustration aus Rumphia, sive, Commentationes botanicæ¦ imprimis de plantis Indiæ¦ Orientalis von Freycinetia angustifolia

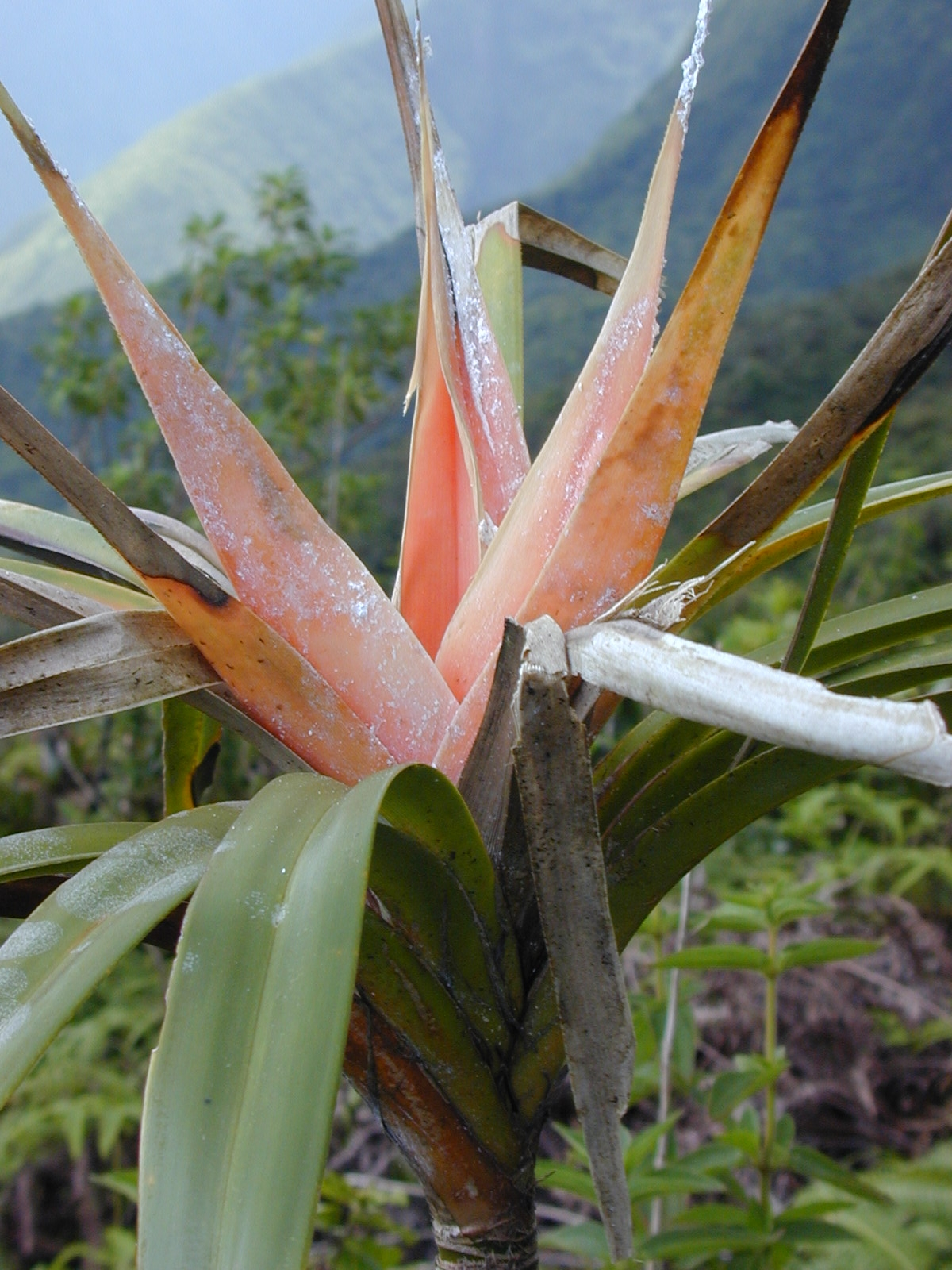
Freycinetia arborea, die kolbenförmigen Teilblütenstände sind anfangs von den Hochblättern umhüllt

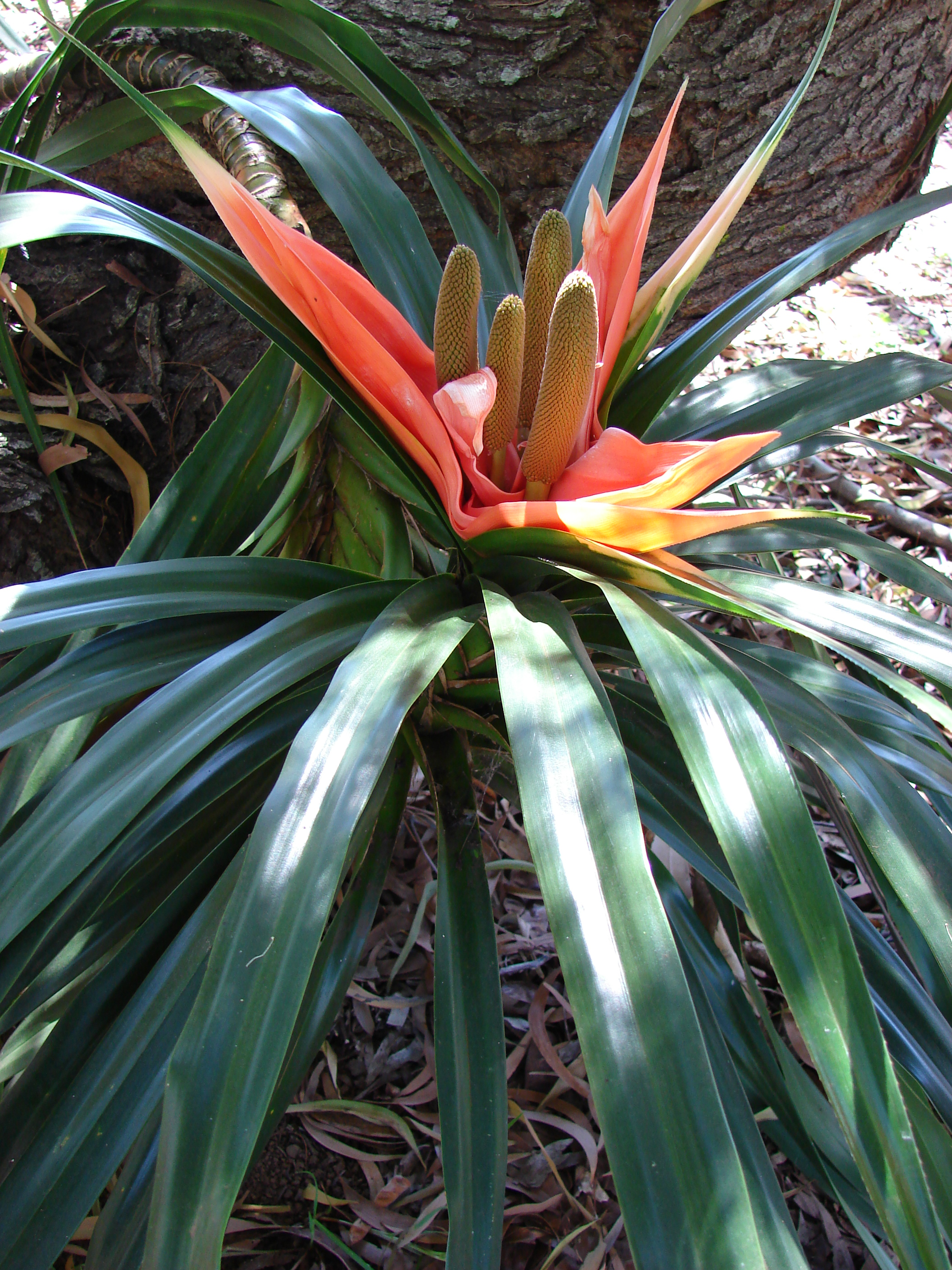
Freycinetia arborea, die kolbenförmigen Teilblütenstände mit den auffälligen Hochblättern

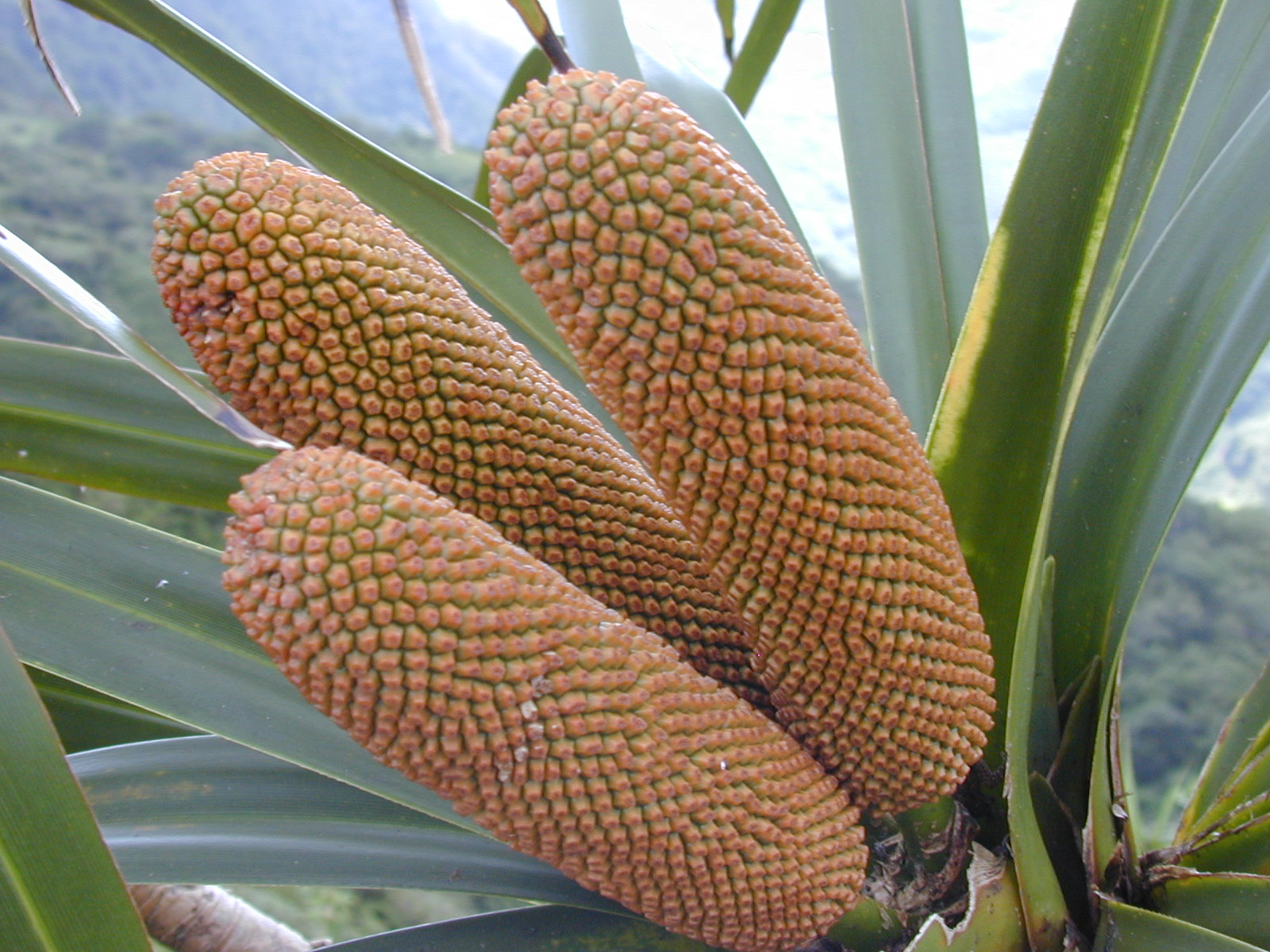
Freycinetia arborea, wenige kolbenförmige Fruchtstände stehen zusammen.

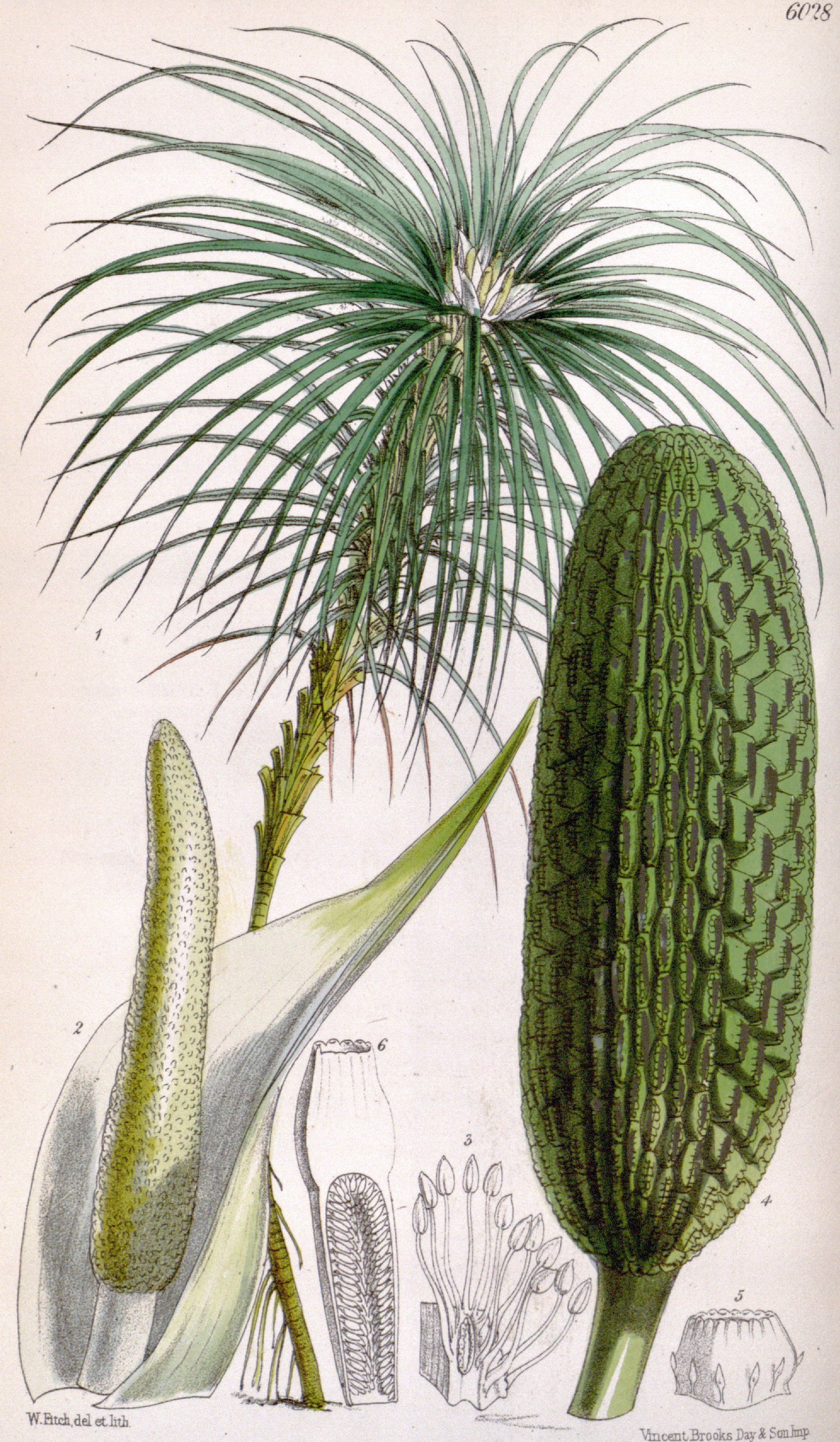
Illustration von Freycinetia banksii

Unreife kolbenförmige Fruchtstände von Freycinetia banksii

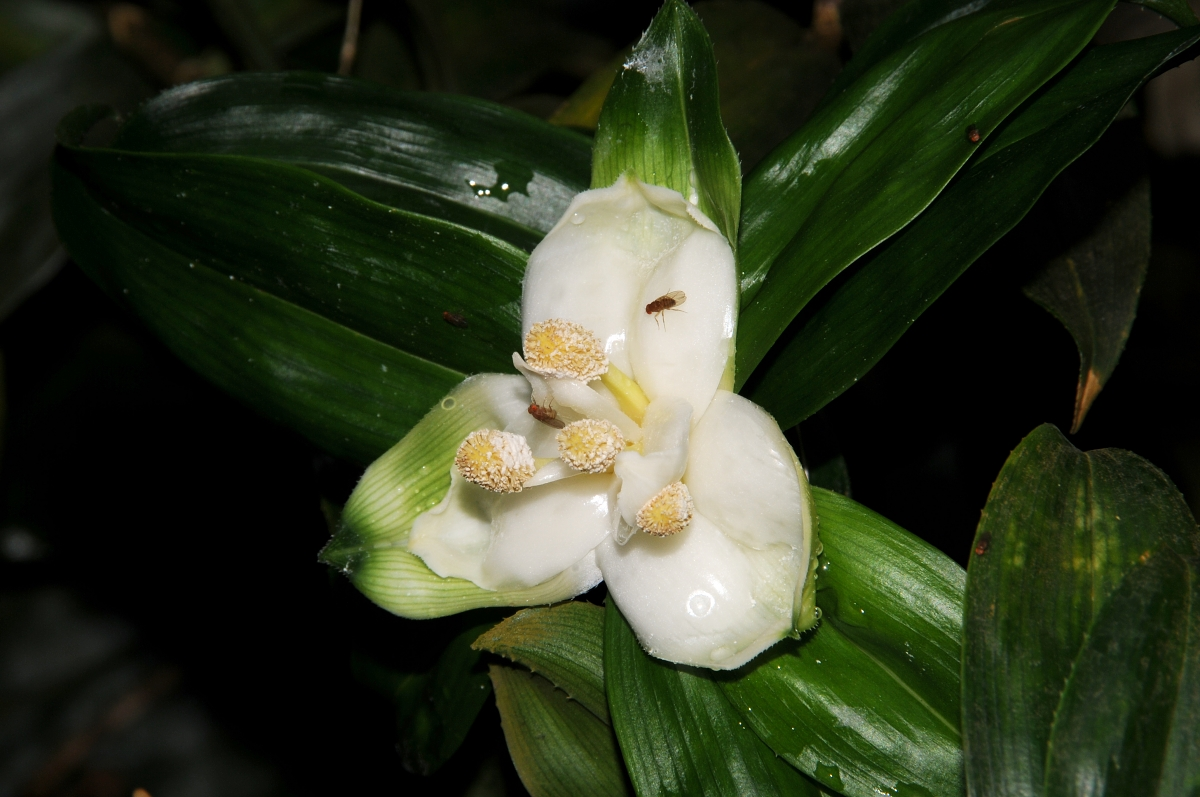
Gesamtblütenstand mit weißen Hochblättern und kolbenförmigen Teilblütenständen von Freycinetia beccarii

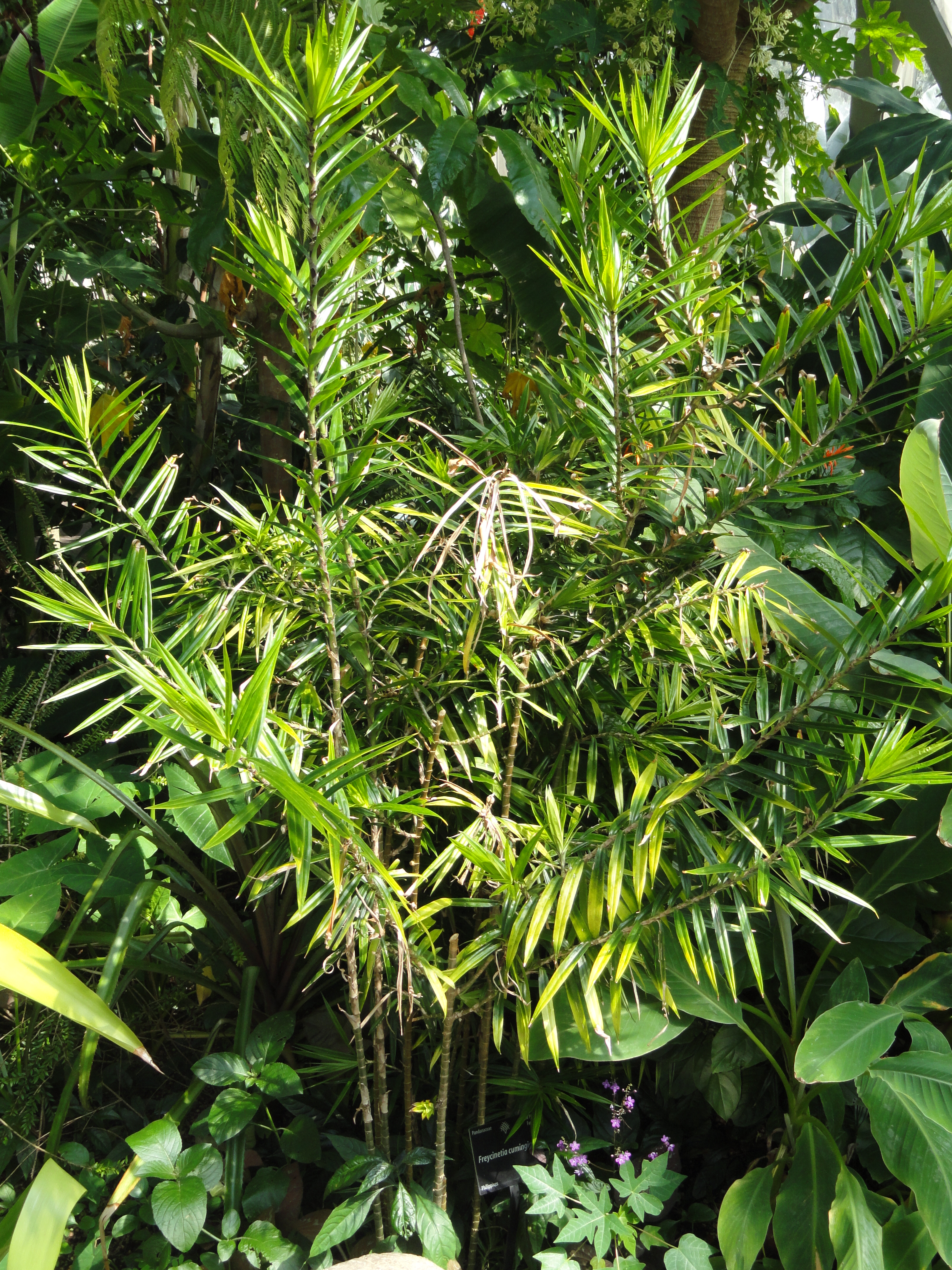
Habitus von Freycinetia cumingiana

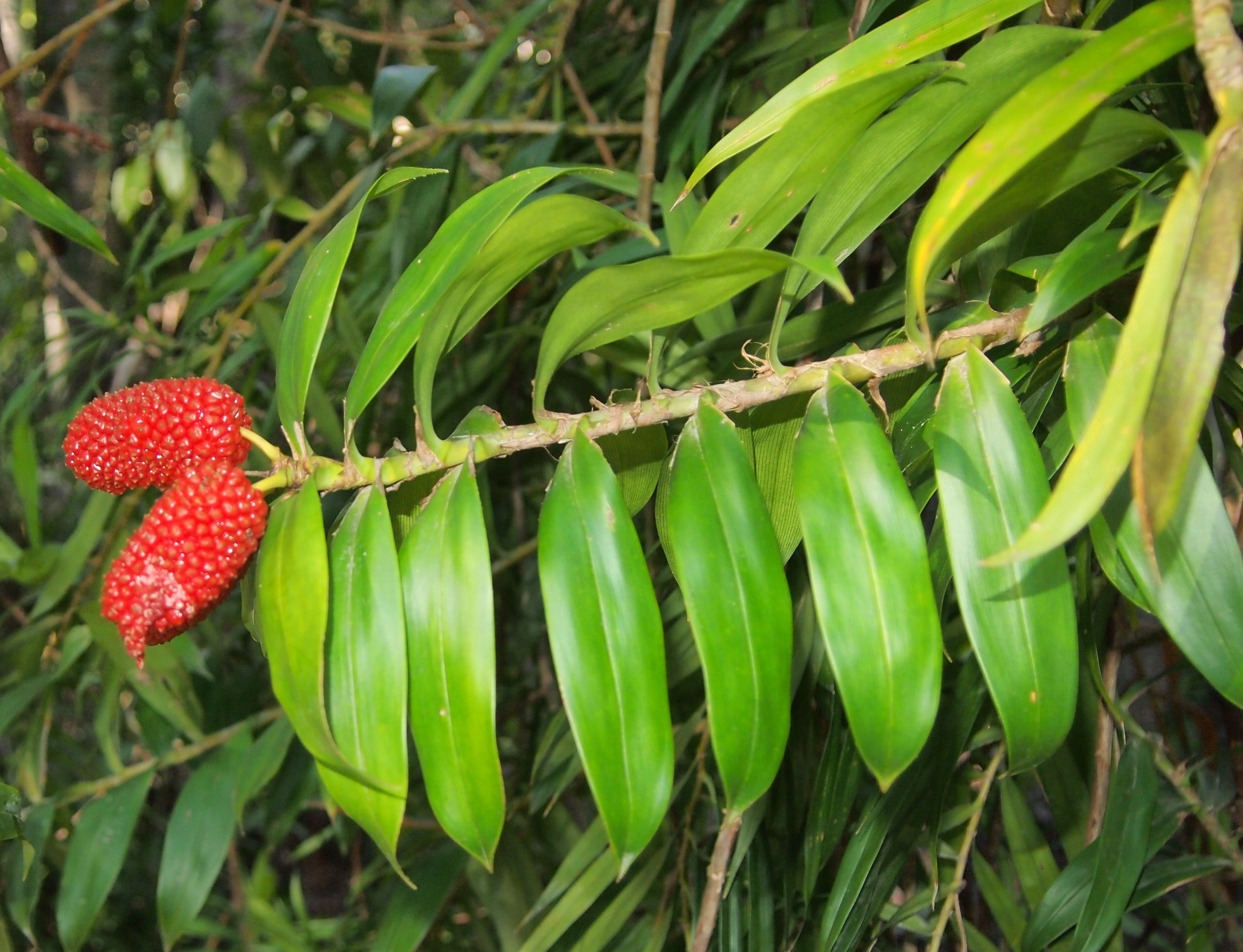
Sprossachse mit Laubblättern und reifen Früchten von Freycinetia excelsa

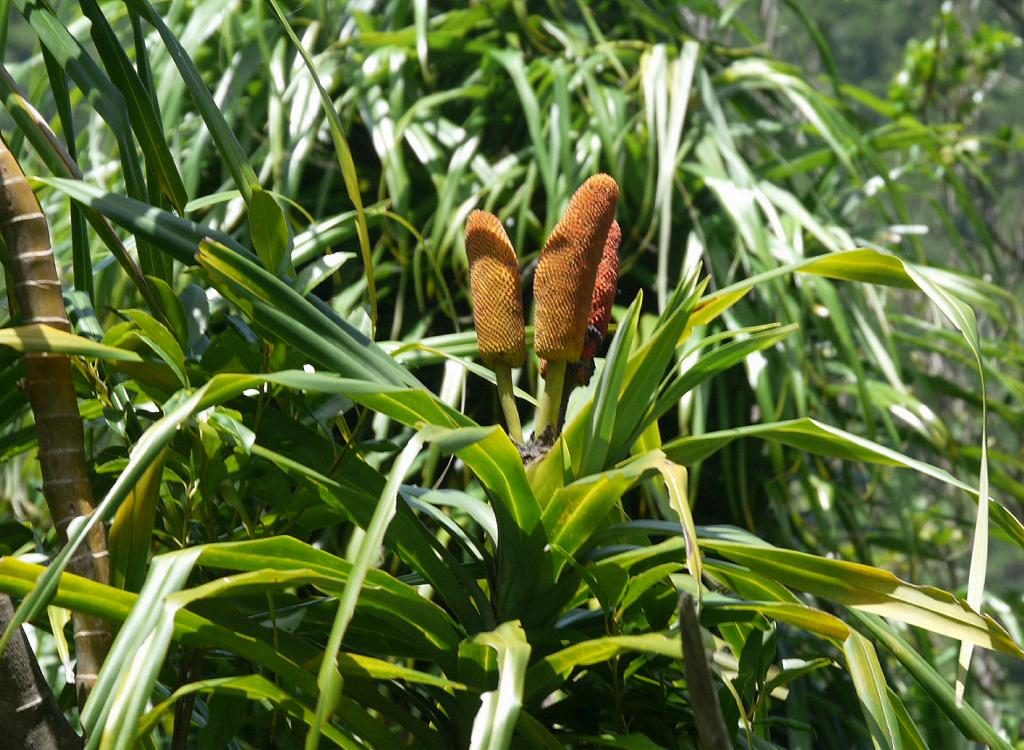
Kolbenförmige Fruchtstände von Freycinetia formosana

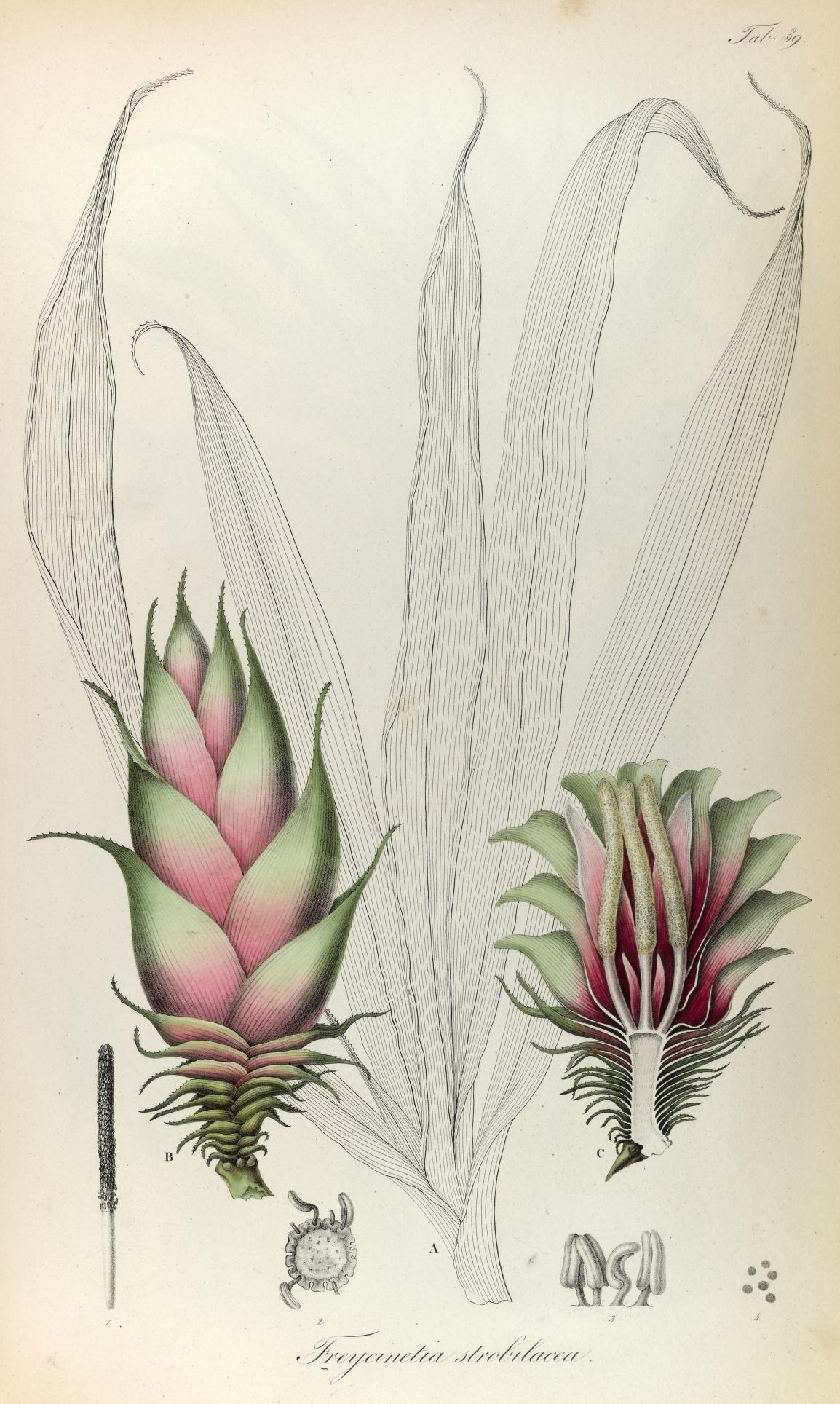
Illustration aus Rumphia, sive, Commentationes botanicæ¦ imprimis de plantis Indiæ¦ Orientalis von Freycinetia funicularis

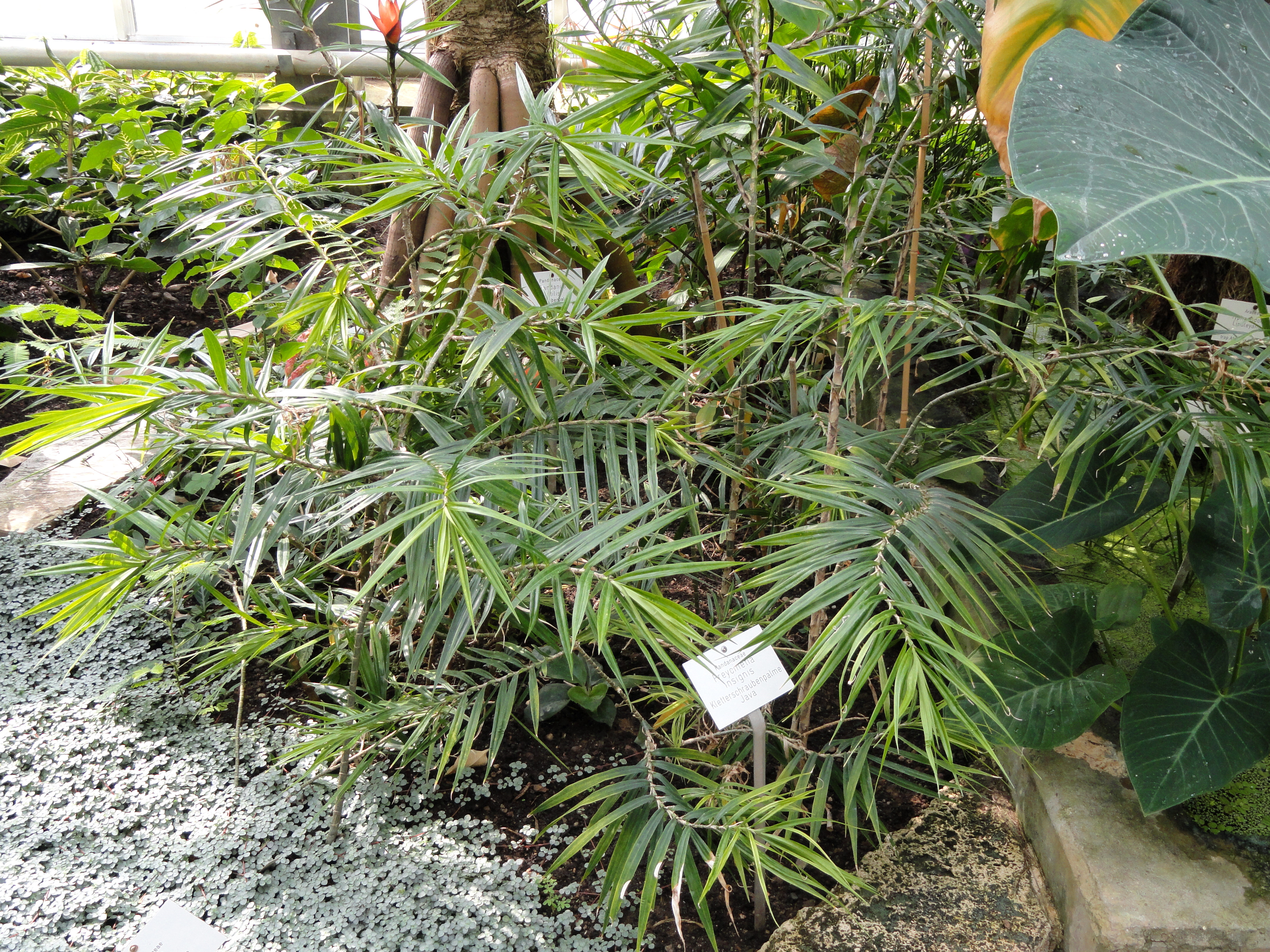
Habitus von Freycinetia insignis

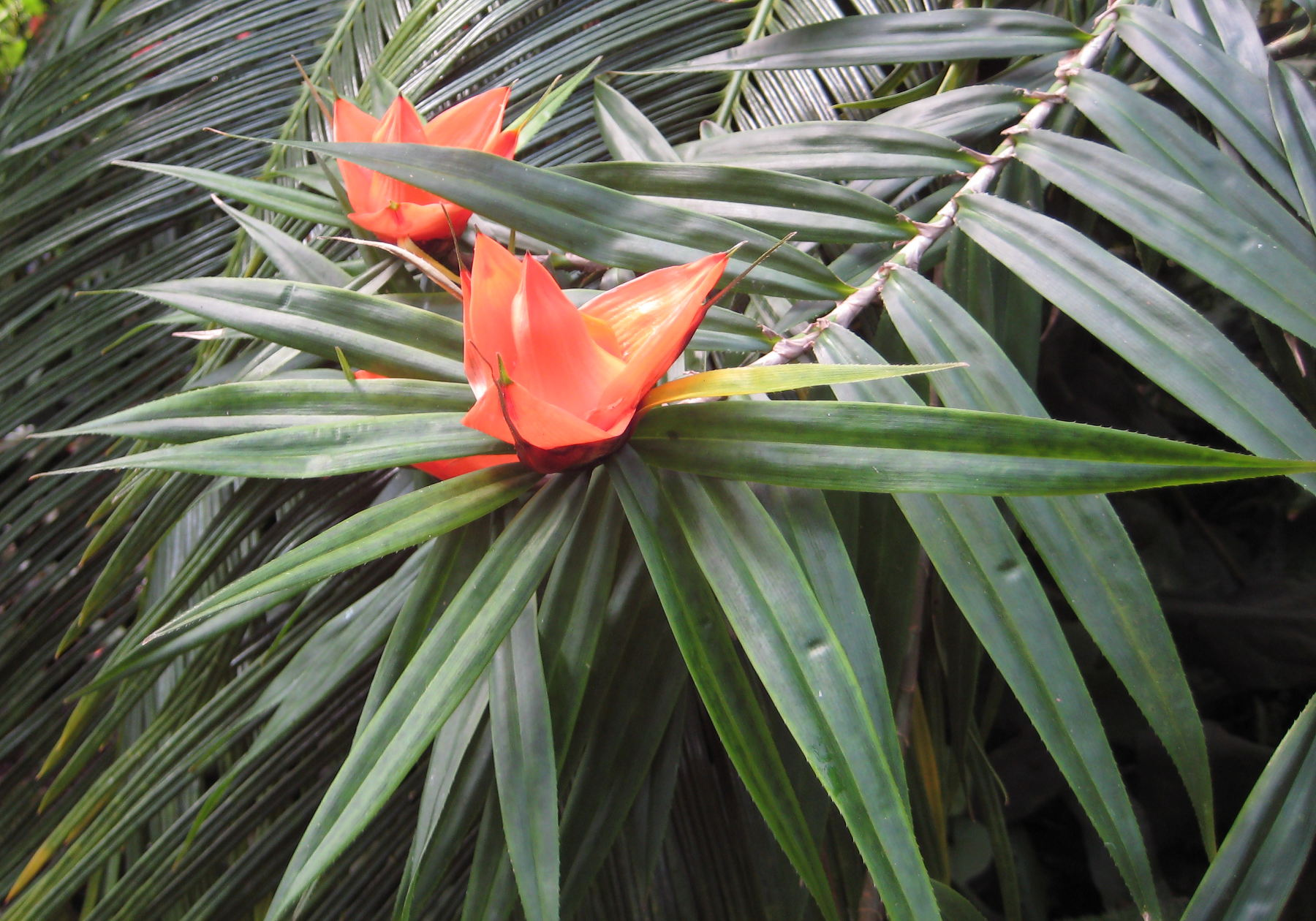
Laubblätter und knospiger Gesamtblütenstand mit auffälligen Hochblättern von Freycinetia luzonensis

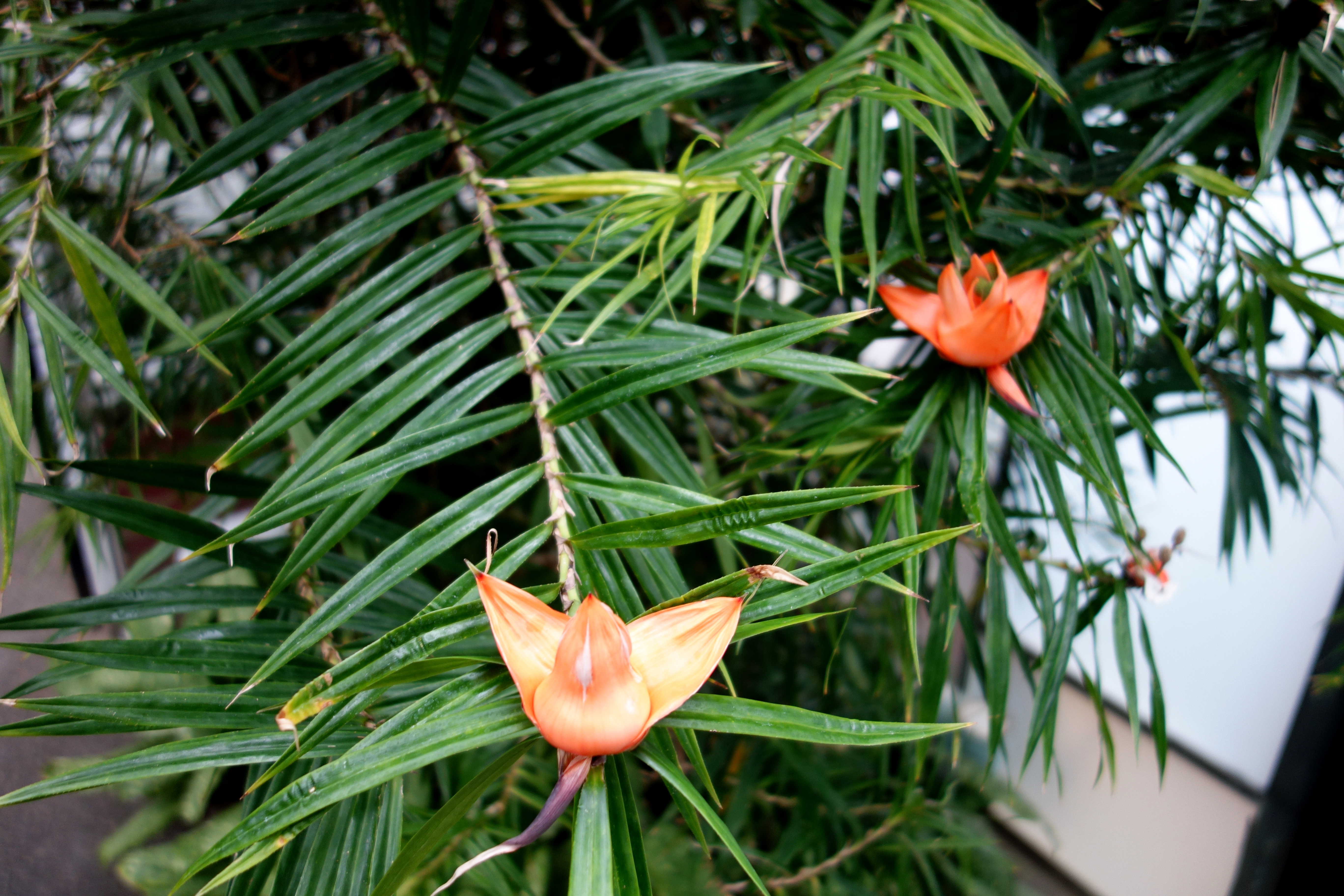
Freycinetia multiflora

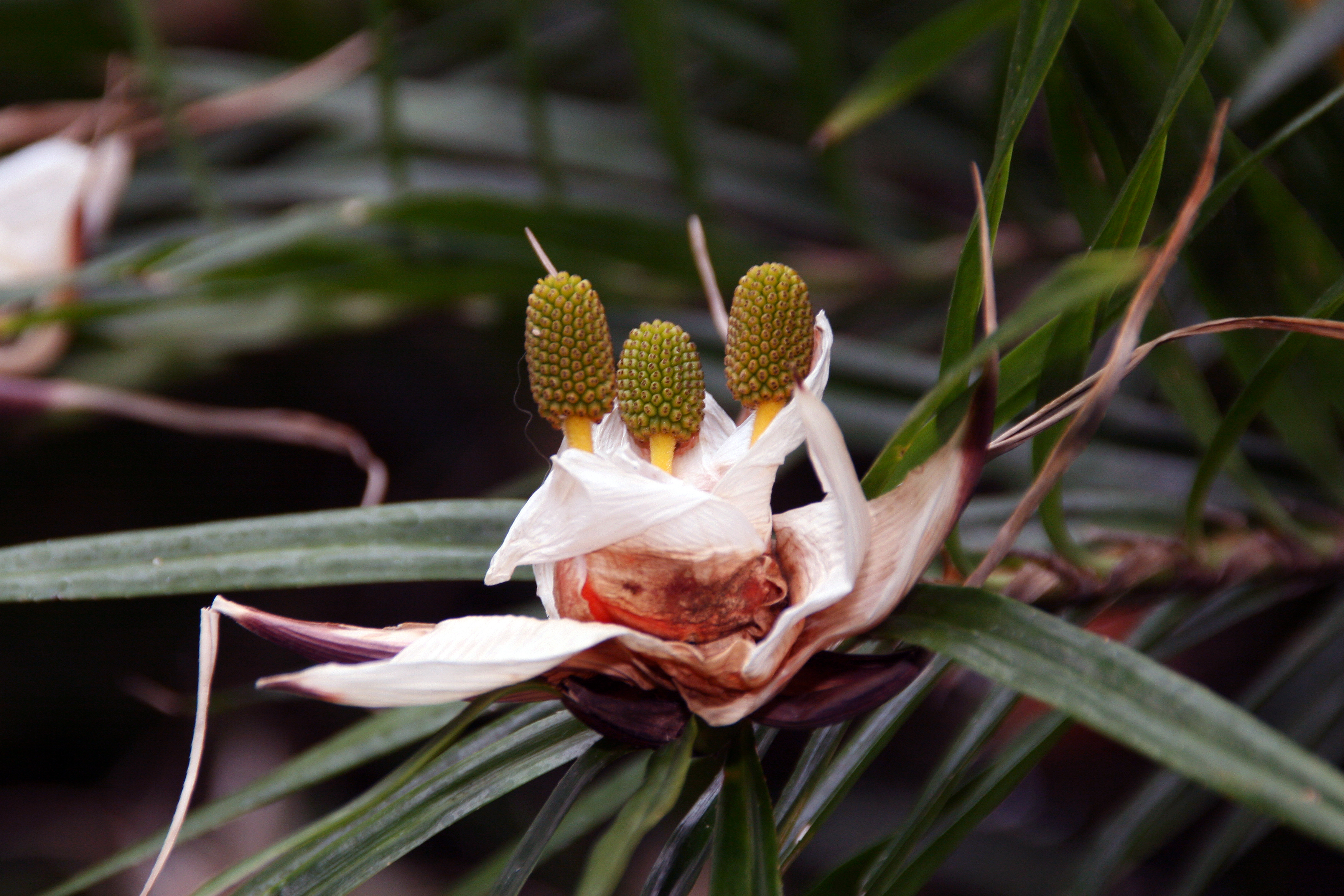
Freycinetia multiflora

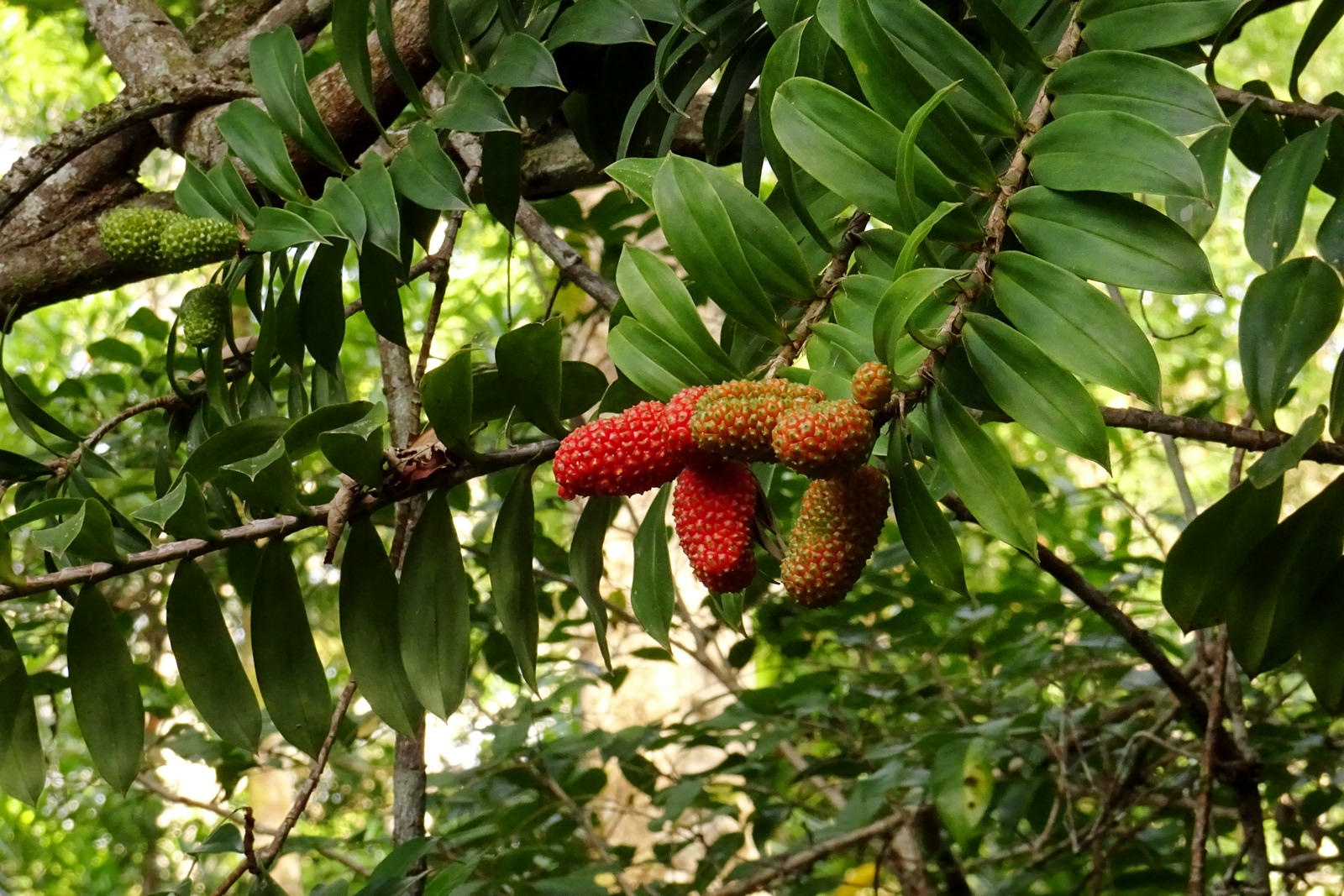
Freycinetia scandens

Es gibt 175 bis 180 Freycinetia-Arten:
- Freycinetia abbreviata Markgr.: Dieser Endemit kommt nur auf der Insel Flores der Kleinen Sundainseln vor.[6]
- Freycinetia acicularis Huynh: Sie kommt auf Neuguinea vor.[6]
- Freycinetia aculeata Sinaga: Sie kommt nur in Papua-Neuguinea vor.[6]
- Freycinetia acuta Huynh: Sie kommt nur in Papua-Neuguinea vor.[6]
- Freycinetia acutifolia Merr.: Sie kommt nur in der Provinz Catanduanes der Philippinen vor.[6]
- Freycinetia admiraltiensis Huynh: Dieser Endemit kommt nur im Bismarck-Archipel vor.[6]
- Freycinetia allantoidea A.P.Keim: Westliches Neuguinea[6]
- Freycinetia amoena Huynh: Dieser Endemit kommt nur im Bismarck-Archipel vor.[6]
- Freycinetia ancistrosperma Huynh: Dieser Endemit kommt nur im Bismarck-Archipel vor.[6]
- Freycinetia andajensis Martell: Sie kommt auf Neuguinea vor.[6]
- Freycinetia angakumiana Huynh: Sie kommt nur in Papua-Neuguinea vor.[6]
- Freycinetia angulata C.B.Rob. ex Martelli: Philippinen[6]
- Freycinetia angusta Huynh: Sie kommt nur in Papua-Neuguinea vor.[6]
- Freycinetia angustifolia Blume: Bangladesch bis westliches Indochina und westliches Malesien bis zu den Philippinen.[6]
- Freycinetia angustissima Ridl.: Sie kommt auf Neuguinea vor.[6]
- Freycinetia apayaoensis Merr.: Dieser Endemit kommt nur auf der Insel Luzon vor.[6]
- Freycinetia apoensis Martelli: Mindanao[6]
- Freycinetia arborea Gaudich. (Syn.: Freycinetia hivaoensis Martelli, Freycinetia kiekie B.C.Stone): Sie kommt auf Hawaii, den Cookinseln, den Marquesas-Inseln und den Gesellschaftsinseln, Amerikanisch-Samoa und Neukaledonien vor.[6]
- Freycinetia archboldiana Merr. & L.M.Perry: Sie kommt auf Neuguinea vor.[6]
- Freycinetia arfakiana Martelli: Sie kommt auf Neuguinea vor.[6]
- Freycinetia aruensis Martelli: Sie kommt auf Neuguinea vor.[6]
- Freycinetia atocensis Martelli: Philippinen[6]
- Freycinetia awaiarensis Huynh: Sie kommt nur in Papua-Neuguinea vor.[6]
- Freycinetia backeri B.C.Stone: Sie kommt nur auf den Molukken vor.[6]
- Freycinetia banksii A.Cunn. (Syn.: Freycinetia baueriana subsp. banksii (A.Cunn.) B.C.Stone, Freycinetia inclinans R.Br. & Benn.): Sie kommt nur im nördlichen und östlichen Neuseeland vor.[6]
- Freycinetia bassa Huynh: Sie kommt nur in Papua-Neuguinea vor.[6]
- Freycinetia baueriana Endl.: Norfolkinsel[6]
- Freycinetia beccarii Solms: Sie kommt auf Neuguinea vor.[6]
- Freycinetia berbakensis Widjaja, Pasaribu & Hidayat: Sumatra[6]
- Freycinetia bicolor B.C.Stone: Salomonen[6]
- Freycinetia biloba B.C.Stone: Nördliches und nordwestliches Borneo[6]
- Freycinetia biroi Warb.: Sie kommt auf Neuguinea vor.[6]
- Freycinetia bismarckensis Huynh: Sie kommt nur in Papua-Neuguinea vor.[6]
- Freycinetia boluboluensis Huynh: Sie kommt nur in Papua-Neuguinea vor.[6]
- Freycinetia bomberaiensis Huynh: Westliches Neuguinea[6]
- Freycinetia boninensis (Nakai) Nakai: Ogasawara-Inseln[6]
- Freycinetia borneensis Martelli: Borneo[6]
- Freycinetia bosaviensis Huynh: Sie kommt nur in Papua-Neuguinea vor.[6]
- Freycinetia brachyclada Huynh: Bismarck-Archipel[6]
- Freycinetia brassii Merr. & L.M.Perry: Sie kommt auf Neuguinea vor.[6]
- Freycinetia breviauriculata Huynh: Sie kommt nur in Papua-Neuguinea vor.[6]
- Freycinetia brevifolia Martelli: Sie kommt in Neukaledonien vor.[6]
- Freycinetia brevipedunculata Huynh: Salomonen[6]
- Freycinetia brevis Huynh: Papua-Neuguinea[6]
- Freycinetia bulusanensis Merr.: Philippinen[6]
- Freycinetia candeliformis Warb.: Sulawesi[6]
- Freycinetia carnosa Huynh: Papua-Neuguinea[6]
- Freycinetia caudata Hemsl.: Fidschi[6]
- Freycinetia celebica Solms: Nördliches Sulawesi[6]
- Freycinetia chartacea Huynh: Sie kommt nur in Papua-Neuguinea vor.[6]
- Freycinetia ciliaris Martelli: Sabah[6]
- Freycinetia circuita Sinaga, A.P.Keim & Purady.: Westliches Neuguinea[6]
- Freycinetia coagmentata Huynh: Südliche Salomonen[6]
- Freycinetia cochleatisperma Huynh: Dieser Endemit kommt nur im Bismarck-Archipel vor.[6]
- Freycinetia comptonii Rendle: Sie kommt in Neukaledonien vor.[6]
- Freycinetia concinna Martelli: Borneo[6]
- Freycinetia concolor Huynh: Sie kommt nur in Papua-Neuguinea vor.[6]
- Freycinetia confusa Ridl.: Die zwei Varietäten kommen in Malaysia, Borneo sowie Sumatra vor.[6]
- Freycinetia coriacea Warb.: Sie kommt in Neukaledonien vor.[6]
- Freycinetia corneri B.C.Stone: Malaiische Halbinsel und Borneo.[6]
- Freycinetia coxii Huynh: Samoa[6]
- Freycinetia craterensis Huynh: Sie kommt nur in Papua-Neuguinea vor.[6]
- Freycinetia creaghi Hemsl.: Borneo[6]
- Freycinetia crucigera Kaneh.: Neuguinea[6]
- Freycinetia cultella B.C.Stone: Philippinen[6]
- Freycinetia cumingiana Gaudich.: Philippinen[6]
- Freycinetia curranii Merr.: Philippinen[6]
- Freycinetia curvata Huynh: Sie kommt nur in Papua-Neuguinea vor.[6]
- Freycinetia cylindracea Solms: Sie kommt in Neukaledonien vor.[6]
- Freycinetia daymanensis Huynh: Papua-Neuguinea[6]
- Freycinetia decipiens Merr. & L.M.Perry: Salomonen[6]
- Freycinetia delicata Huynh: Sie kommt in Neukaledonien vor.[6]
- Freycinetia demissa Benn. (Syn.: Freycinetia delmasiana Martelli): Inseln im südlichen Pazifik[6]
- Freycinetia devriesei Solms: Philippinen bis nördliches Sulawesi[6]
- Freycinetia dewildeorum Pasaribu: Sumatra[6]
- Freycinetia dilatata Merr. ex Elmer: Philippinen[6]
- Freycinetia discoidea Martelli: Philippinen bis nördliches Borneo[6]
- Freycinetia dissita Huynh: Sie kommt nur in Papua-Neuguinea vor.[6]
- Freycinetia distigmata B.C.Stone: Sumatra[6]
- Freycinetia divaricata Merr. & L.M.Perry: Salomonen[6]
- Freycinetia dubia Martelli: Molukken[6]
- Freycinetia elegantula B.C.Stone: Sie kommt auf Neuguinea vor.[6]
- Freycinetia ellipticifolia Huynh: Sie kommt nur in Papua-Neuguinea vor.[6]
- Freycinetia ensifolia Merr.: Philippinen[6]
- Freycinetia erythrophylla Huynh: Sie kommt nur in Papua-Neuguinea vor.[6]
- Freycinetia erythrospatha Merr. & L.M.Perry: Sie kommt auf Neuguinea vor.[6]
- Freycinetia erythrostigma Solms ex Martelli: Neukaledonien[6]
- Freycinetia excelsa F.Muell.: Neuguinea bis nördliches und östliches Queensland[6]
- Freycinetia falcata Huynh: Bismarck-Archipel[6]
- Freycinetia fergussonensis Huynh: Sie kommt nur in Papua-Neuguinea vor.[6]
- Freycinetia ferox Warb.: Philippinen[6]
- Freycinetia fibrosa Martelli: Sie kommt auf Neuguinea vor.[6]
- Freycinetia filifolia Huynh: Sie kommt auf Neuguinea vor.[6]
- Freycinetia filiformis Huynh: Bismarck-Archipel[6]
- Freycinetia flaviceps Rendle: Neuguinea[6]
- Freycinetia forbesii Ridl.: Sie kommt auf Neuguinea vor.[6]
- Freycinetia formosana Hemsl.: Nansei-Inseln, Taiwan und Philippinen[6]
- Freycinetia formosula Huynh: Bismarck-Archipel[6]
- Freycinetia frutaspiralica Sinaga, A.P.Keim & Purady.: Sie kommt auf Neuguinea vor.[6]
- Freycinetia frutonumerata Sinaga, A.P.Keim & Purady.: Westliches Neuguinea[6]
- Freycinetia funicularis (Savigny) Merr.: Südliches Sulawesi bis zu den Salomonen[6]
- Freycinetia fusifolia Huynh: Dieser Endemit kommt nur im Bismarck-Archipel vor.[6]
- Freycinetia fusiforma Sinaga, A.P.Keim & Purady.: Westliches Neuguinea[6]
- Freycinetia fusiformis B.C.Stone: Luzon[6]
- Freycinetia gibbsiae Rendle: Sie kommt auf Neuguinea vor.[6]
- Freycinetia gitingiana Martelli: Philippinen bis nördliches Borneo[6]
- Freycinetia glaucescens Huynh: Sie kommt nur in Papua-Neuguinea vor.[6]
- Freycinetia glaucifolia Huynh: Sie kommt nur in Papua-Neuguinea vor.[6]
- Freycinetia glomerosa Huynh: Sie kommt nur in Papua-Neuguinea vor.[6]
- Freycinetia goodenoughensis Huynh: Sie kommt nur in Papua-Neuguinea vor.[6]
- Freycinetia graminea Blume: Molukken[6]
- Freycinetia graminifolia Solms: Neukaledonien[6]
- Freycinetia granulata Huynh: Dieser Endemit kommt nur im Bismarck-Archipel vor.[6]
- Freycinetia grayana L.M.Perry: Fidschi (Vanua Levu)[6]
- Freycinetia gunungmejensis Sinaga: Sie kommt nur in Papua-Neuguinea vor.[6]
- Freycinetia hagenicola Huynh: Sie kommt nur in Papua-Neuguinea vor.[6]
- Freycinetia hemsleyi Warb.: Sarawak[6]
- Freycinetia herzogensis Huynh: Sie kommt nur in Papua-Neuguinea vor.[6]
- Freycinetia hollrungii Warb.: Sie kommt auf Neuguinea vor.[6]
- Freycinetia hombronii Martelli: Salomonen bis Samoa[6]
- Freycinetia humilis Hemsl.: Salomonen[6]
- Freycinetia hydra B.C.Stone:[7] Die zwei Unterarten kommen nur in Neukaledonien vor.[6]
- Freycinetia imbricata Blume: Westliches Malesien bis zu den Philippinen[6]
- Freycinetia imbristigma Sinaga, A.P.Keim & Purady.: Westliches Neuguinea[6]
- Freycinetia impudens B.C.Stone: Sie kommt in Neuguinea vor.[6]
- Freycinetia inermis Ridl.: Neuguinea und Salomonen[6]
- Freycinetia insignis Blume: Die zwei Unterarten kommen im zentralen und südlichen Malesien vor.[6]
- Freycinetia insolita B.C.Stone: Südliche Salomonen[6]
- Freycinetia insueta Huynh: Sie kommt nur in Papua-Neuguinea vor.[6]
- Freycinetia insulana Huynh: Nördliche Salomonen[6]
- Freycinetia involuta Huynh: Neukaledonien[6]
- Freycinetia jagorii Warb.: Philippinen[6]
- Freycinetia jaheriana Martelli: Sie kommt auf Neuguinea vor.[6]
- Freycinetia javanica Blume: Die zwei Varietäten sind von Thailand bis ins westliche Malesien verbreitet.[6]
- Freycinetia kalimantanica B.C.Stone: Borneo[6]
- Freycinetia kamialiensis Huynh: Sie kommt nur in Papua-Neuguinea vor.[6]
- Freycinetia kamiana B.C.Stone: Malaiische Halbinsel bis Sumatra[6]
- Freycinetia kanehirae B.C.Stone: Sie kommt uf Neuguinea vor.[6]
- Freycinetia kartawinatae A.P.Keim: Borneo[6]
- Freycinetia kaugelensis Huynh: Papua-Neuguinea[6]
- Freycinetia keyensis Martelli: Molukken[6]
- Freycinetia kinabaluana B.C.Stone: Sabah[6]
- Freycinetia klossii Ridl.: Sie kommt auf Neuguinea vor.[6]
- Freycinetia koordersiana Martelli: Nördliches Sulawesi[6]
- Freycinetia kopiagoensis Huynh: Sie kommt nur in Papua-Neuguinea vor.[6]
- Freycinetia kostermansii B.C.Stone: Südliches Sulawesi bis zu den Molukken[6]
- Freycinetia kuborensis Huynh: Sie kommt nur in Papua-Neuguinea vor.[6]
- Freycinetia kutubuana Huynh: Sie kommt nur in Papua-Neuguinea vor.[6]
- Freycinetia kwerbaensis A.P.Keim: Westliches Neuguinea[6]
- Freycinetia lacinulata Kaneh.: Sie kommt auf Neuguinea vor.[6]
- Freycinetia laeta Merr. & L.M.Perry: Neuguinea und Salomonen[6]
- Freycinetia lagenicarpa Warb.: Sie kommt auf Neuguinea vor.[6]
- Freycinetia lalokiensis Huynh: Östliches Neuguinea[6]
- Freycinetia lanceolata Huynh: Dieser Endemit kommt nur im Bismarck-Archipel vor.[6]
- Freycinetia lateriflora Ridl.: Sie kommt auf Neuguinea vor.[6]
- Freycinetia latiauriculata Kaneh.: Sie kommt auf Neuguinea vor.[6]
- Freycinetia latibracteata Merr. & L.M.Perry: Sie kommt auf Neuguinea vor.[6]
- Freycinetia lauterbachii Warb.: Sie kommt auf Neuguinea vor.[6]
- Freycinetia lenifolia Huynh: Sie kommt nur in Papua-Neuguinea vor.[6]
- Freycinetia lepida Huynh: Südliche Salomonen[6]
- Freycinetia leptophylla Martelli: Philippinen[6]
- Freycinetia leptostachya B.C.Stone: Molukken[6]
- Freycinetia leuserensis Pasaribu: Sumatra[6]
- Freycinetia linearifolia Merr. & L.M.Perry: Sie kommt auf Neuguinea vor.[6]
- Freycinetia linearis Merr. & L.M.Perry: Sie kommt auf Neuguinea vor.[6]
- Freycinetia lombokensis Markgr.: Lombok von den Kleinen Sundainseln[6]
- Freycinetia longifolia Huynh: Südliche Salomonen[6]
- Freycinetia longiramulosa Huynh: Sie kommt nur in Papua-Neuguinea vor.[6]
- Freycinetia lorifolia Martelli: Sie kommt in Neukaledonien vor.[6]
- Freycinetia louisiadensis Huynh: Papua-Neuguinea[6]
- Freycinetia lucbanensis Elmer: Philippinen[6]
- Freycinetia lunata Huynh: Sie kommt nur in Papua-Neuguinea vor.[6]
- Freycinetia macrostachya Martelli: Neuguinea.[6]
- Freycinetia madangensis Huynh: Papua-Neuguinea.[6]
- Freycinetia magnoareola Sinaga, A.P.Keim & Purady.: Papua-Neuguinea.[6]
- Freycinetia manusensis Huynh: Bismarck-Archipel.[6]
- Freycinetia marantifolia Hemsl.: Salomonen.[6]
- Freycinetia marginata Blume (Syn.: Freycinetia minahassae Koord., Freycinetia parviaculeata B.C.Stone, Freycinetia ponapensis Martelli, Freycinetia reineckei Warb. ex Reinecke, Freycinetia tessellata Merr. & L.M.Perry): Borneo bis zu den Inseln im westlichen Pazifik.[6]
- Freycinetia mediana Huynh: Papua-Neuguinea.[6]
- Freycinetia megacarpa Merr.: Philippinen bis Sulawesi.[6]
- Freycinetia membranacea Merr. & L.M.Perry: Salomoneninsel Bougainville.[6]
- Freycinetia merrillii Elmer: Philippinen.[6]
- Freycinetia microdonta Martelli: Neukaledonien bis Vanuatu.[6]
- Freycinetia micrura B.C.Stone: Sulawesi.[6]
- Freycinetia misimica Huynh: Papua-Neuguinea.[6]
- Freycinetia modica Huynh: Sie kommt in Neukaledonien vor.[6]
- Freycinetia monocephala Elmer: Philippinen.[6]
- Freycinetia monticola Rendle: Neukaledonien bis Vanuatu.[6]
- Freycinetia moratii Huynh: Tahiti.[6]
- Freycinetia morobeensis Huynh: Papua-Neuguinea.[6]
- Freycinetia multiflora Merr.: Sie kommt nur in Papua-Neuguinea vor.[6]
- Freycinetia nakanaiensis Huynh: Bismarck-Archipel.[6]
- Freycinetia naumannii Warb.: Neuguinea.[6]
- Freycinetia negrosensis Merr.: Philippinen.[6]
- Freycinetia neoforbesii Huynh: Papua-Neuguinea.[6]
- Freycinetia neoglaucescens Huynh: Papua-Neuguinea.[6]
- Freycinetia nesiotica Merr. & L.M.Perry: Salomonen.[6]
- Freycinetia normanbyensis Huynh: Papua-Neuguinea.[6]
- Freycinetia novobritannica Huynh: Bismarck-Archipel.[6]
- Freycinetia novocaledonica Warb.: Sie kommt in Neukaledonien vor.[6]
- Freycinetia novoguineensis Warb.: Neuguinea.[6]
- Freycinetia novohibernica Lauterb.: Bismarck-Archipel.[6]
- Freycinetia novopomeranica Martelli: Bismarck-Archipel.[6]
- Freycinetia oblanceolata Martelli: Sulawesi und Neuguinea.[6]
- Freycinetia oblonga Huynh: Papua-Neuguinea.[6]
- Freycinetia oblongifolia Merr.: Philippinen.[6]
- Freycinetia obtusiacuminata Huynh: Papua-Neuguinea.[6]
- Freycinetia oraria Huynh: Papua-Neuguinea.[6]
- Freycinetia oreophila Merr. & L.M.Perry: Neuguinea.[6]
- Freycinetia palawanensis Elmer: Borneo bis Philippinen.[6]
- Freycinetia pallida Huynh: Bismarck-Archipel.[6]
- Freycinetia panica Huynh: Neukaledonien.[6]
- Freycinetia papuana Warb.: Neuguinea.[6]
- Freycinetia pauperata Huynh: Neuguinea.[6]
- Freycinetia pectinata Merr. & L.M.Perry: Salomoneninsel Guadalcanal.[6]
- Freycinetia percostata Merr. & L.M.Perry: Papuasien bis Queensland.[6]
- Freycinetia peripiezocarpa Martelli: Philippinen.[6]
- Freycinetia perryana B.C.Stone: Neuguinea.[6]
- Freycinetia petiolacea Merr. & L.M.Perry: Salomonen.[6]
- Freycinetia philippinensis Hemsl.: Philippinen.[6]
- Freycinetia pinifolia Huynh: Papua-Neuguinea.[6]
- Freycinetia plana Huynh: Nördliche Salomonen.[6]
- Freycinetia pleurantha Merr. & L.M.Perry: Neuguinea.[6]
- Freycinetia pluvisilvatica Huynh: Papua-Neuguinea.[6]
- Freycinetia polystachya Martelli: Philippinen.[6]
- Freycinetia polystigma Warb.: Neuguinea.[6]
- Freycinetia pritchardii Seem.: Salomonen und Fidschi.[6]
- Freycinetia pseudoangustissima Huynh: Westliches Neuguinea.[6]
- Freycinetia pseudograminifolia Huynh: Neukaledonien.[6]
- Freycinetia pseudohombronii Huynh: Südliche Salomonen.[6]
- Freycinetia pseudoinsignis Warb.: Neuguinea.[6]
- Freycinetia pycnophylla Solms: Sri Lanka.[6]
- Freycinetia radicans Gaudich.: Südliches Sulawesi bis Neuguinea.[6]
- Freycinetia rapensis F.Br.: Austral-Inseln.[6]
- Freycinetia rectangularis Kaneh.: Neuguinea.[6]
- Freycinetia regina B.C.Stone: Südliche Salomonen.[6]
- Freycinetia relegata Huynh: Papua-Neuguinea.[6]
- Freycinetia revoluta Huynh: Papua-Neuguinea.[6]
- Freycinetia rhodospatha Ridl.: Neuguinea.[6]
- Freycinetia rigida Elmer: Philippinen.[6]
- Freycinetia rigidifolia Hemsl.: Andamanen bis westliches Malesien.[6]
- Freycinetia robinsonii Merr.: Sie kommt in zwei Varietäten vom nördlichen Borneo bis zu den Philippinen vor.[6]
- Freycinetia rossellana Huynh: Papua-Neuguinea.[6]
- Freycinetia rubripedata Huynh: Papua-Neuguinea.[6]
- Freycinetia runcingensis A.P.Keim: Borneo.[6]
- Freycinetia sachsenensis Huynh: Papua-Neuguinea.[6]
- Freycinetia salamauensis Merr. & L.M.Perry: Neuguinea.[6]
- Freycinetia santacruzensis Huynh: Santa-Cruz-Inseln.[6]
- Freycinetia sarasinorum Warb.: Sulawesi.[6]
- Freycinetia sarawakensis Martelli: Borneo.[6]
- Freycinetia scabrida Huynh: Papua-Neuguinea.[6]
- Freycinetia scabripes Warb.: Philippinen.[6]
- Freycinetia scabrosa Pasaribu & Widjaja: Sumatra.[6]
- Freycinetia scandens Gaudich.: Malesien bis nördliches Queensland.[6]
- Freycinetia schlechteri Warb.: Salomonen bis Vanuatu.[6]
- Freycinetia schraderensis Huynh: Papua-Neuguinea.[6]
- Freycinetia scitula Huynh: Papua-Neuguinea.[6]
- Freycinetia sclerophylla Huynh: Papua-Neuguinea.[6]
- Freycinetia separata Huynh: Sie kommt in Neukaledonien vor.[6]
- Freycinetia sepikensis Huynh: Papua-Neuguinea.[6]
- Freycinetia setosa Huynh: Papua-Neuguinea.[6]
- Freycinetia silvatica Huynh: Papua-Neuguinea.[6]
- Freycinetia simulatrix B.C.Stone: Salomonen.[6]
- Freycinetia sogerensis Rendle: Neuguinea.[6]
- Freycinetia solomonensis B.C.Stone: Papuasien.[6]
- Freycinetia spectabilis Solms: Sie kommt in Neukaledonien vor.[6]
- Freycinetia sphaerocephala Gaudich.: Philippinen.[6]
- Freycinetia spinellosa Kaneh.: Nordwestliches Neuguinea.[6]
- Freycinetia spinifera A.P.Keim: Westliches Neuguinea.[6]
- Freycinetia spiralis Kaneh.: Neuguinea.[6]
- Freycinetia starensis Huynh: Papua-Neuguinea.[6]
- Freycinetia stenodonta Merr. & L.M.Perry: Neuguinea.[6]
- Freycinetia sterrophylla Merr. & L.M.Perry: Neuguinea.[6]
- Freycinetia stonei Huynh: Südliches Salomonen.[6]
- Freycinetia storckii Seem.: Inseln des südwestlichen Pazifik.[6]
- Freycinetia streimannii A.P.Keim: Papua-Neuguinea.[6]
- Freycinetia stricta B.C.Stone: Luzon.[6]
- Freycinetia subracemosa A.P.Keim: Borneo.[6]
- Freycinetia subulata Huynh: Sie kommt in Neukaledonien vor.[6]
- Freycinetia sulcata Warb.: Vanuatu bis Neukaledonien.[6]
- Freycinetia sumatrana Hemsl. (Syn.: Freycinetia amboinensis Martelli, Freycinetia ceramensis Martelli, Freycinetia lucida Martelli): Indochina bis Malesien.[6]
- Freycinetia tafaensis Merr. & L.M.Perry: Neuguinea.[6]
- Freycinetia takeuchii Huynh: Papua-Neuguinea.[6]
- Freycinetia tarali Huynh: Papua-Neuguinea.[6]
- Freycinetia tawadana Kimura: Nansei-Inseln.[6]
- Freycinetia tenella Huynh: Bismarck-Archipel bis Salomonen.[6]
- Freycinetia tenuifolia Huynh: Westliches Neuguinea.[6]
- Freycinetia tenuis Solms: Sumatra und Borneo[6]
- Freycinetia tidorensis A.P.Keim: Molukken.[6]
- Freycinetia timorensis Martelli: Timor.[6]
- Freycinetia trachypoda Merr. & L.M.Perry: Südliches Sulawesi bis Neuguinea.[6]
- Freycinetia ultrapedicellata Sinaga, A.P.Keim & Purady.: Westliches Neuguinea.[6]
- Freycinetia undulata Merr. & L.M.Perry: Neuguinea.[6]
- Freycinetia urvilleana Hombr. & Jacquinot ex Decne.: Fidschi bis Tonga.[6]
- Freycinetia verruculosa Warb.: Sie kommt in Neukaledonien vor.[6]
- Freycinetia vidalii Hemsl. (Syn.: Freycinetia confusa Elmer nom. illeg.,  Freycinetia villarii Elmer): Sie kommt auf den Philippinen und im westlichen Neuguinea vor.[6]
- Freycinetia vieillardii Martelli: Sie kommt in Neukaledonien vor.[6]
- Freycinetia villalobosii Martelli (Syn.: Freycinetia almonoguiensis Kaneh.): Dieser Endemit kommt nur auf Palau vor.[6]
- Freycinetia viriosa Huynh: Sie kommt nur in Papua-Neuguinea vor.[6]
- Freycinetia vitiensis Seem.: Sie kommt auf den Fidschiinseln vor.[6]
- Freycinetia vulgaris Merr. & L.M.Perry: Sie kommt auf Neuguinea vor.[6]
- Freycinetia walkeri Solms: Sie kommt in Sri Lanka und auf den Andamanen vor.[6]
- Freycinetia wamenaensis A.P.Keim: Sie wurde 2012 aus dem westlichen Neuguinea erstbeschrieben.[6]
- Freycinetia warburgii Elmer (Syn.: Freycinetia sorsogonensis Elmer ex Merr.): Sie kommt auf den Philippinen vor.[6]
- Freycinetia webbiana Gaudich.: Sie kommt in Vietnam vor.[6]
- Freycinetia whitmorei B.C.Stone: Sie kommt nur auf den Salomonen vor.[6]
- Freycinetia wilderi Martelli ex Wilder: Dieser Endemit kommt nur auf der zu den Cook-Inseln gehörenden Insel Rarotonga vor.[6]
- Freycinetia winkleriana Martelli: Sie kommt auf Sumatra und Borneo vor.[6]
- Freycinetia woodlarkensis Huynh: Sie wurde 2002 aus Papua-Neuguinea erstbeschrieben.[6]

## Nutzung
Die süßen Früchte und die saftigen Hochblätter der Blütenstände mancher Arten können gegessen werden. Die Blätter fanden weite Verbreitung zum Flechten und Weben, wobei allerdings die breiteren Blätter des Neuseelandflachs bevorzugt wurden. Es wurden Matten und Körbe zur Aufbewahrung von Nahrungsmitteln hergestellt. Die Luftwurzeln wurden als Bindematerial und zur Anfertigung von Fischfallen und Sandalen gesammelt.